# 私はあなたの空になりたい/白のワルツ
「私はあなたの空になりたい／白のワルツ」（わたしはあなたのそらになりたい／しろのワルツ）は、今井美樹の14枚目のシングル。1997年11月21日発売。発売元はフォーライフ・レコード（現・フォーライフミュージックエンタテイメント）。

## 解説
初の両A面シングルはダブル・タイアップ。12年間所属したフォーライフ・レコードからの最後のシングル。

## 収録曲
全作曲・編曲　布袋寅泰
1. 私はあなたの空になりたい　
  - 作詞　今井美樹
  - TBS系『NEWS23』エンディングテーマ
2. 白のワルツ　
  - 作詞　布袋寅泰
  - キヤノン「PIXUS」CMソング
3. 私はあなたの空になりたい（Instrumental）
4. 白のワルツ（Instrumental）

## カバー
- 白のワルツ
  - 安倍なつみ - 『光へ -classical & crossover-』（2015年）